# AIM-9 Sidewinder
El míssil AIM-9 Sidewinder és un míssil aire-aire supersònic de curt abast i guiatge infraroig, utilitzat sobretot en caces de reacció i en alguns helicòpters de combat.
És el míssil d'aquest tipus més utilitzat als països occidentals i ha estat en servei durant més de 50 anys. L'AIM-9 és un dels míssils aire-aire més antics, econòmics i reeixits amb unes 270 victòries confirmades fins a l'actualitat.
El nom sidewinder es refereix a la denominació en anglès d'una serp verinosa amb un sentit capaç de percebre l'escalfor per tal de caçar les seves preses (petits mamífers).

## Desenvolupament i introducció al servei

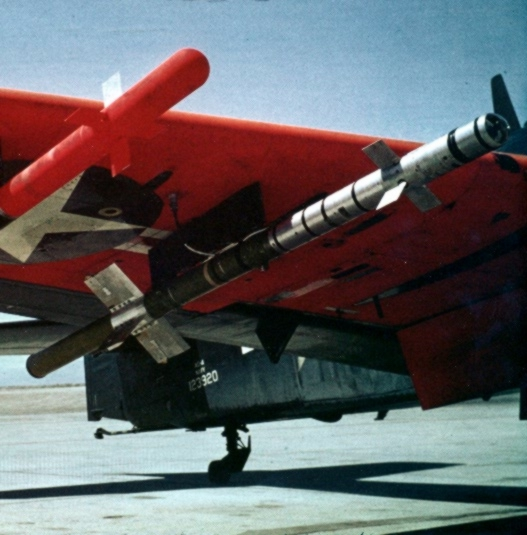
Prototip del míssil Sidewinder-1 en un A-1 Skyraider durant els tests inicials.

El primer disseny tenia la denominació Sidewinder 1 i va ser disparat per primer cop el 3 de setembre de 1952 i el primer cop que va destruir un objectiu (un avió teledirigit) fou l'11 de setembre de 1953. Durant el 1954 es va realitzar 51 llançament de prova addicionals, realitzats per la USAF al Holloman Air Development Center. Finalment el 1955 s'inicià la producció del model de sèrie, l'AIM-9B, que es va desplegar operativament l'any següent començant pels caces Grumman F-9 Cougar i els FJ-3 Fury de la Marina dels Estats Units.